# The Sunday Times (Шри-Ланка)
«Санди таймс» (англ. «The Sunday Times» — «Воскресное время») — газета, издаваемая на английском языке в Коломбо, Шри-Ланка.

## Факты
- Изначально газета издавалась ныне не функционирующей Times Group, затем, в начале 80-х, перешла под контроль группы Wijeya Newspapers Ltd.
- Будничным аналогом The Sunday Times является Daily Mirror.[2]